# مايكل هولمز
مايكل هولمز (بالإنجليزية: Michael Holmes)‏؛(ديسمبر 1960 -) هو مذيع أسترالي بقناة سي إن إن.

## النشأة والمسيرة
ولد مايكل هولمز في بيرث بأستراليا في ديسمبر 1960. ويقدّم الآن برنامج باك ستوري في قناة سي إن إن.